# Борович, Богдан Карлович
Борович Богдан Карлович (укр. Борович Богдан Карлович; 11 апреля 1947) — украинский политик. Городской голова Ивано-Франковска (1994–1998), депутат областного совета трёх созывов, председатель Ивано-Франковской областной организации Конгресса украинских националистов.
Образование высшее, в 1970 году окончил Ивано-Франковский институт нефти и газа. По специальности инженер-механик. В 2000 г. закончил Прикарпатский национальный университет имени Василия Стефаника, получив специальность юриста. Более 20 лет работает на руководящих должностях, из них 11 лет — государственным служащим. Депутат областного совета трёх созывов. С июля 1994 года по июнь 1998 года был городским головой Ивано-Франковска. Также был заместителем председателя областной государственной администрации в команде Романа Ткача.
Ныне — депутат областного совета, председатель областной организации Конгресса украинских националистов, председатель Всеукраинского братства ОУН-УПА (с июля 2012 года).
Указом Президента Украины № 336/2016 от 19 августа 2016 года награждён юбилейной медалью «25 лет независимости Украины».